# Washington Irving Bishop

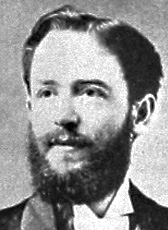
Washington Irving Bishop

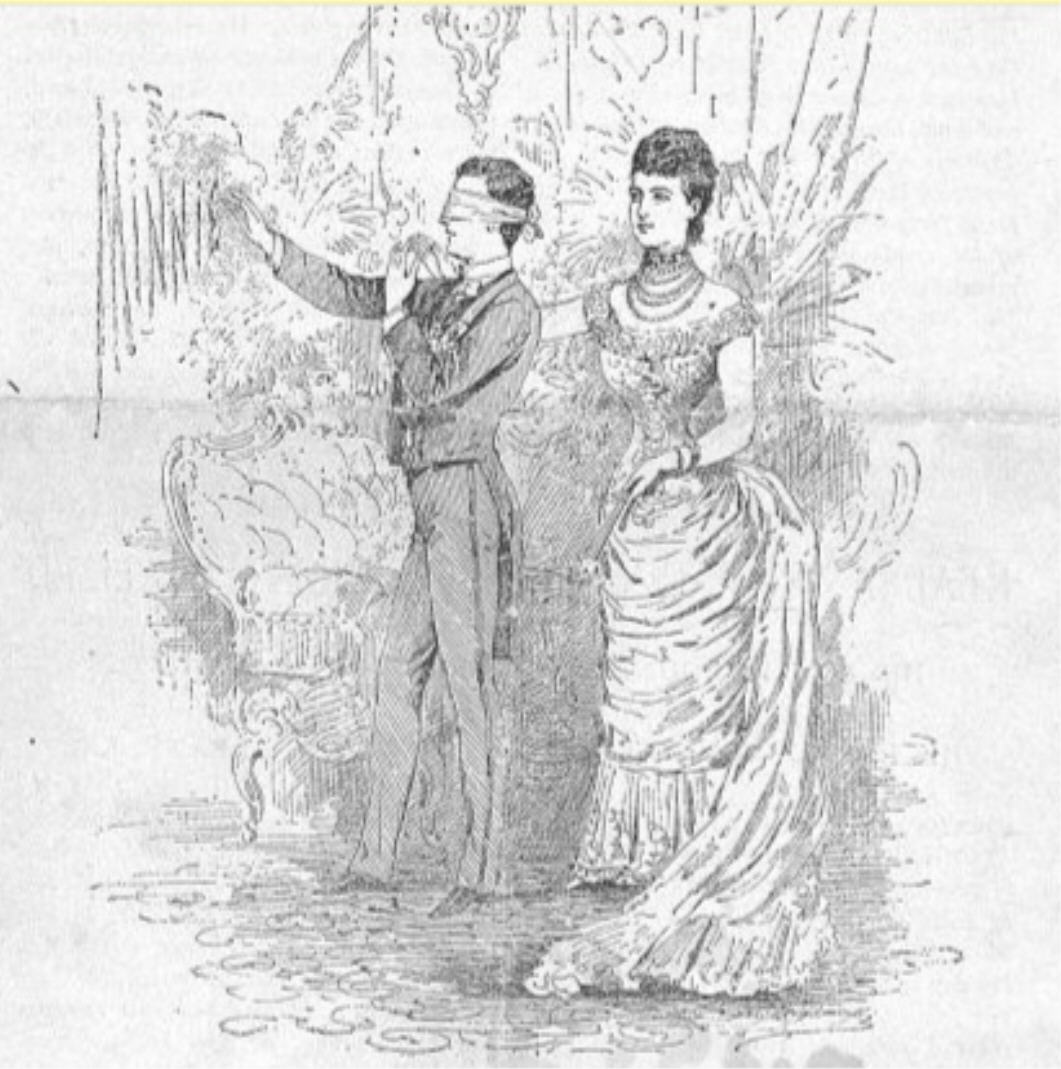
Washington Irving Bishop und Alexandra von Wales

Washington Irving Bishop (* 1856; † 12. oder 13. Mai 1889 in New York City) war ein US-amerikanischer Mentalist und Gedankenleser.

## Leben
Washington Irving Bishop war ein Patenkind von Washington Irving und der Sohn eines Mediums. Er wuchs in New York City auf, wo er eine Jesuitenschule besuchte. Danach arbeitete er zunächst in einem anderen Beruf und dann als Assistent und schließlich als Manager von Anna Eva Fay, die angeblich spiritistische Phänomene vorführte. Man trennte sich aber im Streit und Bishop enthüllte in Zeitungsartikeln und bei Bühnenvorstellungen einige ihrer Tricks. Ein Jahr lang assistierte er John Randall Brown, danach machte er sich als Gedankenleser bzw. Enthüller spiritistischer Tricks selbstständig und zog zunächst nach England. Seine Vorführungen, in denen er Gedanken- und Muskelleseexperimente vorführte, waren sehr erfolgreich. Er stellte seine Präsentationen meist in den Rahmen der Aufklärung eines fiktiven Verbrechens.

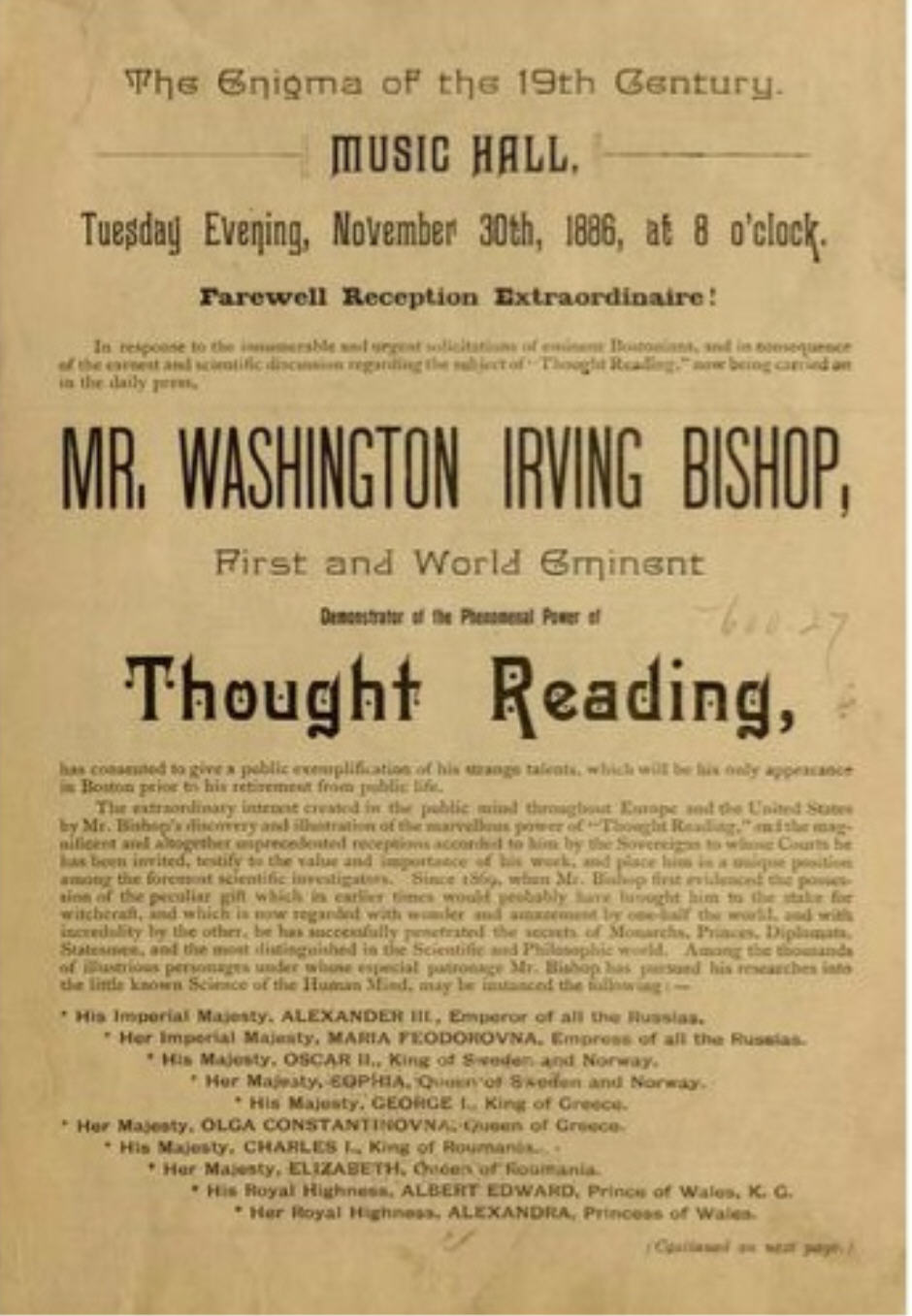
Einladung zur Abschiedsvorstellung 1886

Um 1886 kehrte Bishop in die USA zurück. Zu seinen Bravourstücken gehörte nun die Blindfahrt in einer Kutsche an mehreren Häuserblocks vorbei, um eine verborgene Brosche aufzufinden. Ein Mann aus dem Publikum saß während dieses Experiments neben ihm auf dem Kutschbock und hielt seine Hand, so dass Bishop durch seine Fähigkeit des Muskellesens in der Lage war, die richtige Richtung zu erschließen.

## Tod
Washington Irving Bishop war schon mehrfach ins Koma gefallen, aber immer nach einigen Tagen wieder erwacht. In der Befürchtung, unter solchen Umständen einmal für tot gehalten zu werden, trug er stets einen Zettel bei sich, auf dem diese Eigenheit seiner Natur erklärt und darum gebeten wurde, gefährliche Behandlungen oder noch Schlimmeres wie etwa eine Obduktion zu unterlassen, sondern im Falle einer Ohnmacht ruhig sein Wiedererwachen abzuwarten. Als er bei einem Auftritt im Lambs’ Club in New York wiederum zweimal bewusstlos wurde, nachdem er zuvor schon eine auffällige Pulstätigkeit aufgewiesen hatte, wurde dieser Zettel aber nicht gelesen, sondern drei Ärzte schritten ohne große Verzögerung zur Autopsie – vielleicht auch deswegen, weil Bishop kurz vorher noch gescherzt hatte, nach seinem Tod werde sein Gedankenleseorgan sicher in seinem Inneren gefunden werden. Da man annahm, dass die Todesursache in Bishops Kopf zu finden sein müsste, beeilten sich die Ärzte laut manchen Quellen besonders, den Schädel aufzusägen und das Gehirn zu entnehmen, ehe dieses abgekühlt war. Laut einem Bericht in der New York Times aus dem Jahr 1892 fand die Obduktion am 13. Mai 1889 statt und die übliche Reihenfolge der Organe wurde bei der Untersuchung eingehalten.
Bishops Mutter Eleanor strengte nach seinem Tod einen Prozess gegen Dr. John Arthur Irwin, Frank Ferguson und Irwan H. Hance an und wies nach, dass ihr Sohn im Jahr 1873 schon einmal zwölf Tage lang bewusstlos gewesen war, ehe er wieder zu sich gekommen war. Dennoch wurden die Ärzte schließlich freigesprochen, da nicht eindeutig festgestellt werden konnte, ob Washington Irving Bishop durch die Obduktion zu Tode gekommen oder schon vorher gestorben war. Eine zweite Obduktion, die Tage nach seinem Tod vorgenommen wurde, verlief ergebnislos, doch wurde dabei immerhin Bishops Gehirn in seinem Brustkorb wiedergefunden, das seine Gattin Mabel angeblich nach der ersten Obduktion vermisst hatte.
Um Bishops Erbe entbrannte ein Streit. Testamentarisch hatte er sein Eigentum seiner Tochter Helen Georgina Mack vermacht, Nachlassverwalterin war seine geschiedene Frau Ellen.